# Senninha
Senninha est une série de bande dessinée brésilienne créée par Rogério Martins et Ridaut Dias Jr., dont le personnage principal est basé sur le champion du monde de Formule 1 Ayrton Senna.
Senninha a été lancé en 1994 par l'éditeur brésilien Abril, quelques mois avant la mort d'Ayrton Senna. Après le drame du 1er mai 1994, les bandes dessinées sont devenues très populaires et sont restées en tête des ventes jusqu'en 1999, date à laquelle la bande dessinée a commencé à être publiée par Brainstore. Cependant, la bande dessinée Senninha a été arrêtée en 2000 après seulement quelques éditions. Elle est revenue en 2008 chez l'éditeur HQM, mais a de nouveau été stoppée en raison de la faiblesse des ventes et de la promotion.
Tous les bénéfices de la licence du personnage Senninha vont à la Fondation Ayrton Senna.

## Personnages
- Senninha, « le petit Senna », est le personnage principal de la série, avec des caractéristiques très similaires à celles d'Ayrton Senna, notamment des cheveux indisciplinés, un nez bulbeux et une combinaison rouge (comme l'équipe McLaren avec laquelle Senna a le plus couru et remporté ses plus grandes victoires), amical, déterminé et parfois précipité. Il a huit ans. Dans le premier numéro, il portait une combinaison bleue (comme l’équipe de Williams pour laquelle Ayrton Senna pilotait au moment de sa mort) et un simple casque. Dans le numéro 10, son casque est devenu un personnage magique appelé « Meu Herói ».
- Meu Herói, « mon héros » en portugais, est le casque magique de Senninha, coloré en jaune avec deux bandes horizontales, une verte et une bleue, comme le casque d'Ayrton Senna. Pour la plupart des gens, il s'agit d'un casque normal et seules des entités magiques et des personnages aussi spéciaux que Senninha (comme Juan Manuel Fangio, qui a fait une apparition posthume dans certains numéros de la bande dessinée en 1995) peuvent le voir et l’entendre.
- Neco est l'inventeur mécanique du groupe. Il est d'origine japonaise et le frère jumeau de Coni. Il a huit ans également. Jusqu'au numéro 9, il s'appelait Nico.
- Gabi est une artiste et un membre sensible du groupe. Elle a huit ans.
- Becão et Bicão sont les chiens de berger qui portent tous deux des casques comme Senninha. Celui de Becão est bleu avec une bande blanche et le fait penser et agir comme un humain. Le casque de Bicão est blanc avec une rayure bleue et le fait agir comme tout autre chien ordinaire, en semant le désordre où qu'il aille.
- Johnny est le cœur du groupe et est doué pour la conception de voitures de course. Il a dix ans.
- Tala Larga est le journaliste du groupe. Il enregistre toujours les coureurs avec sa caméra et essaie souvent d'interviewer Senninha, dont il est un grand fan. Il a huit ans. Le personnage a été inspiré par Galvão Bueno, présentateur national brésilien.
- Déia est la détective du groupe. Elle a huit ans.
- Coni est la sœur jumelle de Neco, et elle est « l'économiste » du groupe. Elle a huit ans.
- Marcha Lenta, dont le nom signifie « inactif », est souvent montré en train de dormir. Quand il est réveillé, il communique normalement avec Tala, en tant que cadreur. Il a huit ans.
- JJ est passionné de basket-ball et d'informatique, mais aussi l'un des meilleurs élèves de sa classe. Il est le seul personnage noir du groupe. Il a dix ans.
- Téo est le frère cadet de Senninha. Il peut être un peu « gamin ». Il agace souvent Johnny qui ne l'aime pas beaucoup. Il a six ans. Le personnage a été inspiré par le jeune frère d'Ayrton Senna, Leonardo.
- Gigi est la sœur aînée de Senninha. Elle aime parler au téléphone. Elle a treize ans. Le personnage a été inspiré par Viviane, la sœur aînée d'Ayrton Senna.
- Braço Duro est le chef d'un gang rival du groupe Senninha. Il essaie toujours de gagner des courses et triche généralement. Il déteste perdre contre Senninha. Il a neuf ans. Le personnage a été inspiré par les pilotes rivaux d'Ayrton Senna, Alain Prost et Michael Schumacher. Son nom (littéralement « bras dur ») vient d'un mot argot brésilien qui veut dire mauvais conducteur.
- Rebimboca est le mécanicien du gang de Braço. Il copie toujours les idées originales de Johnny en matière de conception de voitures. Il a neuf ans.
- Bate-Pino bégaie et prend toujours beaucoup de temps pour terminer une phrase. Il a dix ans.
- Pé-de-Breque est grand et gros. Il est membre du gang de Braço et c'est un personnage typiquement borné et sans humour. Il a onze ans.
- Tamborim est un chat bâtard violet. Il est la mascotte du gang de Braço.

## Histoire
Senninha a été dessiné par Rogerio Martins et Ridaut Dias Jr en 1994. Le binôme cherchait à publier le personnage mais avait peu d’argent. Ils ont rencontré Ayrton Senna qui a suggéré que le dessin du personnage principal soit basé sur lui-même.
Le premier numéro date du 27 février 1994. Il a été publié par Editora Abril et est mise gratuitement à la disposition de toutes les écoles du Brésil,. Les publications du personnage ont ensuite été transférées à Brainstore avant d’être annulées plus tard cette année-là. Les bandes dessinées ont également été vendues dans diverses librairies en Europe. Senninha est réapparu en 2008 chez les nouveaux éditeurs HQM Publisher. Toutes les ventes de Senninha ont été faites au profit de la Fondation Ayrton Senna.

## Commercialisation
Le nom de Senninha a été utilisé pour plus de 370 produits, allant des chemises aux hélicoptères. Une marque de lunettes a été créée par une maison d'horlogerie sous le nom de Senninha et est destinée aux enfants de moins de douze ans.

## Adaptation en jeux vidéo
DiverBras Entertainment a développé un jeu d'arcade de courses sous licence Senninha, intitulé Senninha GP en 2008. Le jeu a été développé au Brésil par une équipe de 25 développeurs. Il est sorti pour la première fois à São Paulo et à Rio de Janeiro.

## Dessin animé
Entre les années 1990 et 2000, plusieurs films d'animations publicitaires et quelques courts métrages ont été réalisés.
En 2015, une série de dessins animés composée d'épisodes courts, Zupt com o Senninha, a été diffusée sur des chaînes éducatives telles que Discovery Kids et TV Cultura. En 2018, une série de dessins animés intitulée Senninha na Pista Maluca a été diffusée sur Gloobinho, une chaîne pour enfants.